# Hind Laroussi
Hind Laroussi Tahiri (* 3. prosince 1984 Gouda, jižní Holandsko, Nizozemsko), profesionálně známá jen jako Hind, je nizozemská zpěvačka.

## Biografie
Hind Laroussi Tahiri se narodila 3. prosince 1984 v Goudě, Nizozemsku. Má marockého otce a holandskou matku.
Na veřejnosti zpívala a působila poprvé, když jí bylo 8. Krátce poté začala chodit na hodiny zpěvu. Na vysoké škole účinkovala v mnoha hudebních představeních. Její talent nezůstal bez povšimnutí; dostala pozvánku, aby zazpívala během MF dancemasters party of the year v Německu. Díky tomu získala roli v moderní divadelní skupině Tracks. Poté následoval zpěv, tanec a kabaretní lekce.
V národním prostředí se dostala do popředí, když se podílela na Soundmixshow 2002 a zúčastnila se finále, kde napodoboval Vanessu Williams. V roce 2003 se zúčastnila se prvního ročníku talentové show Idols, kde se umístila na třetím místě. Také hrála s arabským orchestrem z izraelského Nazareta.
Reprezentuje různé styly, zpívá R&B, pop a fado, nebojí se experimentovat s různými hudebními styly v různých jazycích, jako je arabština a portugalština. Jedna z jejích ambicí je si zahrát v hlavní roli v muzikále. Zatímco její kolegové ze soutěže Idols – Jim Bakkum a Jamai Loman zaútočili na žebříčky s jejich singly, Hind se hudebně neprojevovala a připravovala své debutové album Around the World. Pilotní singl – "Summer All Over Again", byl vydán v září 2003 a získal si úspěch. Následující singly "Weak" a "Sure As were not" nebyly tak úspěšné. V roce 2004 získala Edisona pro své debutové album a 25. října téhož roku zazpívala píseň "A Felicidade" na koncertě v Tuschinski. V září 2005 vyšlo její druhé album Halfway Home. Pilotní singl "Give Me A Sign" zaznamenal mírný úspěch, ale následující singly "Halfway Home" a "Habaytek Besaif" nebyly tak úspěšné. Poté bylo oznámeno, že smlouvu s vydavatelstvím Sony BMG vypověděla (zřejmě kvůli špatnému prodeji), následně si ale našla novou nahrávací společnost PIA.

## Hudební kariéra
Hind Laroussi se zúčastnila prvního ročníku Idols, v sezóně 2002-2003, kdy se dostala do finále a umístila se na třetím místě.
Její debutové album Around The World (2003) obsahuje popové a R&B skladby, ale je také ovlivněno portugalskou a arabskou hudbou. Alba se prodalo přes 40.000 kopií. V roce 2004 získala ocenění Edison za Nejlepšího nového nizozemského umělce. V roce 2005 vydala své druhé album Halfway Home, která sama nazvala Arabpop, vzhledem k arabským vlivům v několika písních. Singl "Habbaytek Besaif" (2006), je coverem písně od zpěvačky Fairuz.
Reprezentovala Nizozemsko na Eurovision Song Contest 2008 v Srbsku s písní "Your Heart Belongs to Me" (Tvé srdce patří mě). Do velkého finále se jí s písní, ale kvalifikovat nepodařilo. Dne 23. listopadu 2009 začala vybírat částku € 40.000 pro své další album na webu Sellaband. Částku se podařilo vybrat za 11 dní. Dne 8. prosince 2009 zahájena druhá fáze, sbírka € 24.000 na propagaci. Tohoto cíle dosáhla 11. ledna 2011. Nakonec bylo oznámeno, bude vybírá dalších € 30.000 na výrobu tří videoklipů. Tato fáze nebyla nikdy zahájena. Poté oznámila nové album Crosspop na 4. říjen 2010 v De Melkweg v Amsterdamu. V sobotu 16. října 2010 nové album prolomilo osmé místo v Dutch album top 100. Byl to pro ni velký úspěch a nový osobní rekord. Dosud sežádné z jejích alb neumístila výše. Album vstoupilo do žebříčku na čísle 9. Album Crosspop bylo produkováno legendárním Stevem Powerem. Společně se svým přítelem a manažerem Eddiem Tjonem Fo vydala album u nezávislého vydavatelství. Získala poustu dobré kritiky a dokonce i přímou pozornost německé skupiny Livedome.de, která měla exkluzivní práva k vysílání a křtu CD z Melkwegu (Amsterdam) s asi 900 přítomnými. Livedome vysílalo show živě 13. října přes live stream na 36 portálech.

## Diskografie

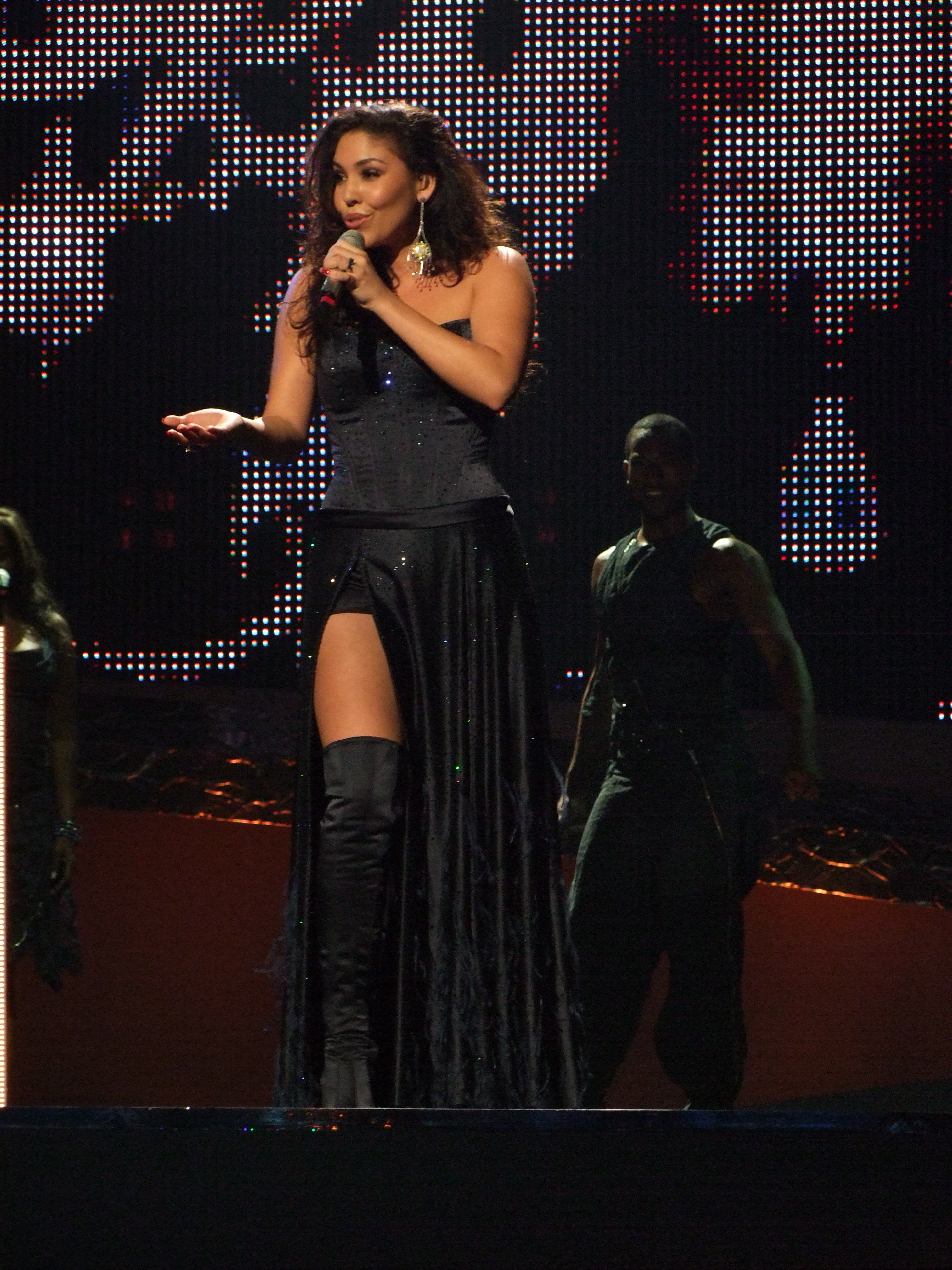
Hind vystupuje na Eurovision Song Contest 2008

### Singly
| Rok  | Singl                      | Album                             | Nejvyšší pozice | Nejvyšší pozice |
| Rok  | Singl                      | Album                             | Dutch Top 40    | Dutch Top 100   |
| ---- | -------------------------- | --------------------------------- | --------------- | --------------- |
| 2003 | "Summer All Over Again"    | Around The World                  | 11              | 7               |
| 2004 | "Weak"                     | Around The World                  | 31              | 22              |
| 2004 | "Sure As"                  | Around The World                  | -               | 35              |
| 2005 | "Give Me A Sign"           | Halfway Home                      | 29              | 15              |
| 2005 | "Halfway Home"             | Halfway Home                      | -               | 75              |
| 2006 | "Habaytek Besaif"          | Halfway Home                      | -               | -               |
| 2008 | "Your Heart Belongs to Me" | Eurovision Song Contest 2008      | 27              | 16              |
| 2009 | "Morgen"                   | soundtrack na SpangaS op Survival | -               | 17              |
| 2011 | "Wereldwijd orkest"        |                                   | -               | 1               |
| 2013 | "Make it Count"            |                                   | -               | -               |

### Alba
- Around The World (2003)
- Halfway Home (2005)
- Crosspop (2010)